# Gianclaudio Cappai
Gianclaudio Cappai (Cagliari, 25 luglio 1976) è un regista e sceneggiatore italiano.

## Biografia
Nato a Cagliari, inizia il suo percorso di studi a L'Aquila, dove nel 2003 si diploma presso l’Accademia Internazionale per le arti e le scienze dell’Immagine, frequentando i corsi tenuti tra gli altri da Vittorio Storaro, Sergio Bazzini e Luciano Tovoli. 
Trasferitosi a Roma, attraverso la società di produzione Hirafilm realizza diversi progetti che ottengono riconoscimenti in ambito nazionale ed internazionale.
Nel 2006 scrive e dirige il cortometraggio Purché lo senta sepolto, premiato alla 24ª edizione del Torino Film Festival, finalista al Nastro d'argento del 2007 e inserito su Young Blood 2008, l'annuario dei talenti italiani premiati in tutto il mondo nell'ambito della creatività.
Nel 2009 presenta alla 66ª Mostra internazionale d'arte cinematografica di Venezia il mediometraggio So che c’è un uomo, interpretato da Daniela Virgilio e Roberta Mattei; il film partecipa a diversi festival (International Film Festival Rotterdam, Festival international du court métrage de Clermont-Ferrand, Uppsala Internationella Kortfilmfestival, Festival international du film d'Aubagne, Mecal Festival Internacional De Barcelona), aggiudicandosi Visioni Italiane 2010 e L’Ovidio d’argento per la miglior regia al Sulmonacinema Film Festival.
Nel 2016 esce il suo primo lungometraggio, Senza lasciare traccia, un thriller psicologico ambientato nella Bassa padana. Nel cast Michele Riondino, Valentina Cervi, Vitaliano Trevisan ed Elena Radonicich.

## Filmografia

### Cinema
- Voce del verbo morire – cortometraggio (2002)
- Tre maschere ancora – cortometraggio (2003)
- L’incosciente Cristo di paglia – cortometraggio (2004)
- Sollevate e fermi! – documentario (2005)
- Purché lo senta sepolto – cortometraggio (2006)
- So che c’è un uomo (2009)
- Senza lasciare traccia (2016)